# 나주 불회사 대웅전
나주 불회사 대웅전(羅州 佛會寺 大雄殿)은 대한민국 전라남도 나주시 불회사에 있는 조선시대의 불전이다. 2001년 4월 17일 대한민국의 보물 제1310호로 지정되었다.
불회사대웅전은 18세기 말엽에 중건된 정면 3칸, 측면 3칸 건물로 공포는 외3출목, 내4출목, 다포계의 일반적 수법을 따랐지만 정면 기둥머리에 용머리장식의 안초공 수법과 건물 내부에 연봉 등으로 화려하게 장식한 기법은 변산반도를 중심으로 하나의 계보를 이룬 영광의 불갑사대웅전, 부안의 개암사대웅전과 그 맥을 같이하고 있으며, 내부 천장에 물고기, 연화문 등을 매우 정교하게 조각하여 장식 성이 돋보이고 1799년(조선 정조 22년) 중건 당시의 면모를 잘 간직하고 있어 역사적·학술적으로 중요한 가치가 있다.

## 개요
나주 불회사 대웅전은 상량문 및 건축수법 등으로 볼 때 1799년(정조 23년) 중건된 정면 3칸, 측면 3칸의 장식성이 돋보이는 조선후기의 화려한 다포집이다.
자연석 기단위에 세워진 팔작지붕 건물로 정면에는 모두 궁창판이 있는 4분합의 빗살문인데 한국전쟁 이전에는 꽃살문으로 장식 되어 있었다. 기둥을 받치고 있는 초석은 덤벙주초로 비교적 큰 편이며 그 위에 세워진 기둥은 민흘림 수법을 보여주고 있다.
기둥 위에는 다포계의 일반적인 수법을 따라 창방과 평방이 놓이고 전·후면의 각 주칸에는 외3출목, 내4출목 포작을 2조씩, 양측면에는 1조씩 배치하였는데 외부살미의 끝은 심하게 휘어져 올라가 있고 내부에서는 화려한 연봉형으로 마감하였다. 또한 정면 어칸에는 용머리 장식의 안초공을 사용하여 용두는 외부로 힘차게 빠져나왔고 그 꼬리는 내부로 힘차게 뻗었다.
건물의 양측면 중앙에서는 건물내부로 2개의 충량을 걸어 그 머리를 용두로 장식하여 대량에 걸치었는데 이러한 결구법은 조선중기 이후에 나타나는 일반적인 수법이다. 건물의 내부천장은 빗천장과 우물천장을 혼용하였는데 빗천장에는 물고기, 연화문 등을 매우 정교하게 조각하여 달았다.
건물 기둥 위 창방 위에 평방을 돌리고 그 위에 공포를 짜 올려 다포계(多包系)의 일반적인 수법을 따른 것으로 보이나 가운데 칸의 양 기둥사이로 두 마리의 용을 조각한 점이 특이하다. 즉, 용두를 밖으로 나오게 하고 그 꼬리를 건물 안쪽 대들보 밑에 끼어 넣은 수법, 양쪽 대들보 사이로 상호 중앙을 향해 마주 보도록 또 다른 두 마리의 용을 목각으로 조각한 수법, 건물 내부에 연꽃봉오리 등으로 화려하게 장식한 기법은 부안 내소사 대웅보전(보물 제291호) 등 변산반도를 중심으로 한 사찰과 건축수법에 있어서 그 맥을 같이 하고 있다.
이와 같이 나주 불회사 대웅전은 조선후기 건립 당시의 면모를 잘 간직하고 있는 중요한 건물로 역사적 의의와 함께 학술적 가치가 있다.

## 현지 안내문
대웅전(大雄殿)은 석가모니를 주존불로 모시는 건물이다. 이 건물은 흔히 볼 수 있는 조선후기 양식에 속한 건물이다. 천장 주위에 22개의 각종 불교와 관련된 벽화를 그려 대웅전으로서의 장엄미가 엿보인다.
《조선사찰사료》에 '백제 침류왕 원년에 호승 마라난타가 진나라로부터 와서 창건했다'는 기록이 있다. 마라난타가 침류왕 원년(384)에 백제 도읍지로 바로 들어온 것이 아니고 지금의 법성포에 도착해서 불갑사를 창건한 다음 불회사를 세우고 도성으로 돌아갔다는 일설도 있다. 이는 불회사의 연혁 뿐 아니라 백제의 불교 전파 경위를 밝히는데 중요한 기록이다. 불회사는 고려 말 원정국사가 대대적으로 고쳐지었다. 현재의 건물은 정조 22년(1798) 2월 큰 화재를 입어 순조 8년(1808) 5월에 다시 지은 모습이다. 대웅전 내부에는 공(空)한 우주 진지 자체를 상징하며, 모든 이에게 빛을 비추는 비로자나불이 본존불로 모셔져 있다. 이 불상은 종이에 옷칠을 해서 만들어진 희귀한 것인데 남평 죽림사와 대호동에 있는 《심향사 아미타여래불》과 함께 중요한 의미를 지니고 있다.

## 같이 보기
- 불회사

## 참고 자료
- 나주 불회사 대웅전 - 국가유산청 국가유산포털